# لیسینیا اودوکسیا
لیسینیا اودوکسیا (انگلیسی: Licinia Eudoxia؛ ۴۲۲ – میلادی ۴۹۳ (سن ~۷۱)) امپراتریس اهل روم باستان بود. دختر امپراتور روم شرقی تئودئوس دوم بود. شوهران او شامل امپراتورهای روم غربی والنتینیان سوم و پترونیوس ماکسیموس بودند.